# Botngård
Botngård è un villaggio della Norvegia, situato nella municipalità di Ørland, nella contea di Trøndelag.